# Castro de la Loma

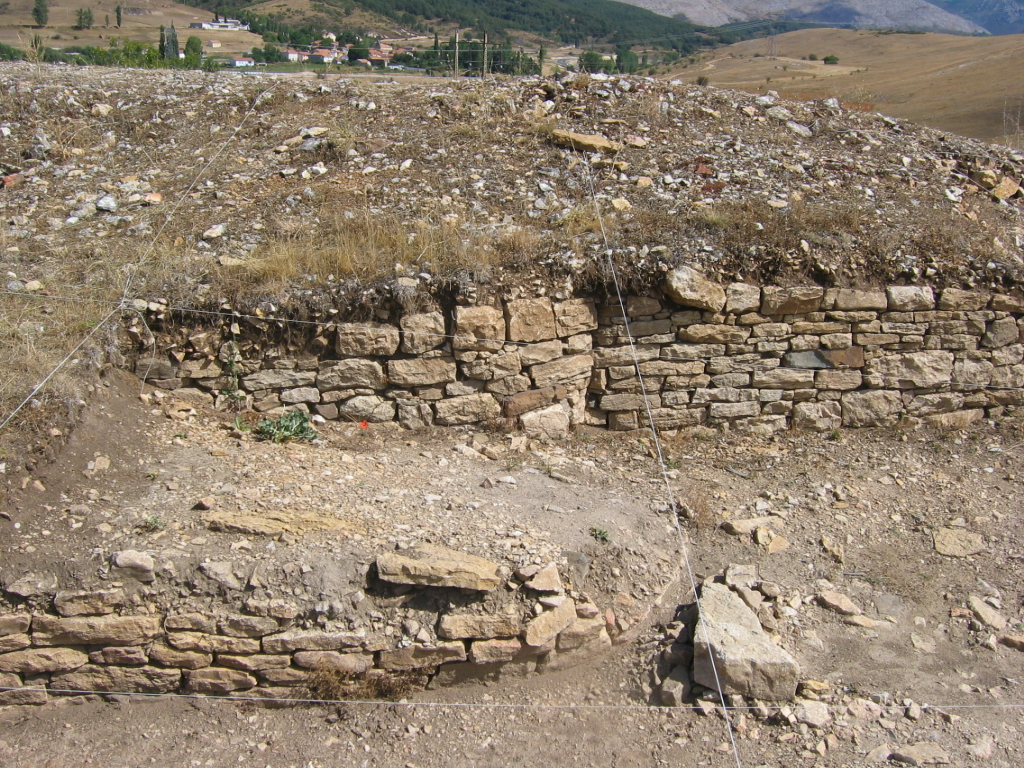
Puerta interior del castro cántabro. Detalle de la rampa de subida al adarve de la muralla. Se puede observar en la falta de continuidad de las hileras cómo la puerta ha sido tapiada ante el asedio sufrido por las legiones romanas durante las guerras cántabras (29-19 a. C.). En esta parte, durante las excavaciones del año 2005, se encontró un fémur que se correspondía con el de una persona de más de 1,90 m de estatura.

El castro de la Loma es un yacimiento arqueológico situado en la Montaña Palentina, en la localidad de Santibáñez de la Peña (España). Está compuesto por las ruinas de un oppidum (ciudad fortificada) cántabro, probablemente de los camáricos, y los restos de varios campamentos romanos que llevaron a cabo su asedio. Su descubrimiento ha tenido gran trascendencia debido a sus importantes vestigios relacionados con las guerras cántabras.

## Ubicación

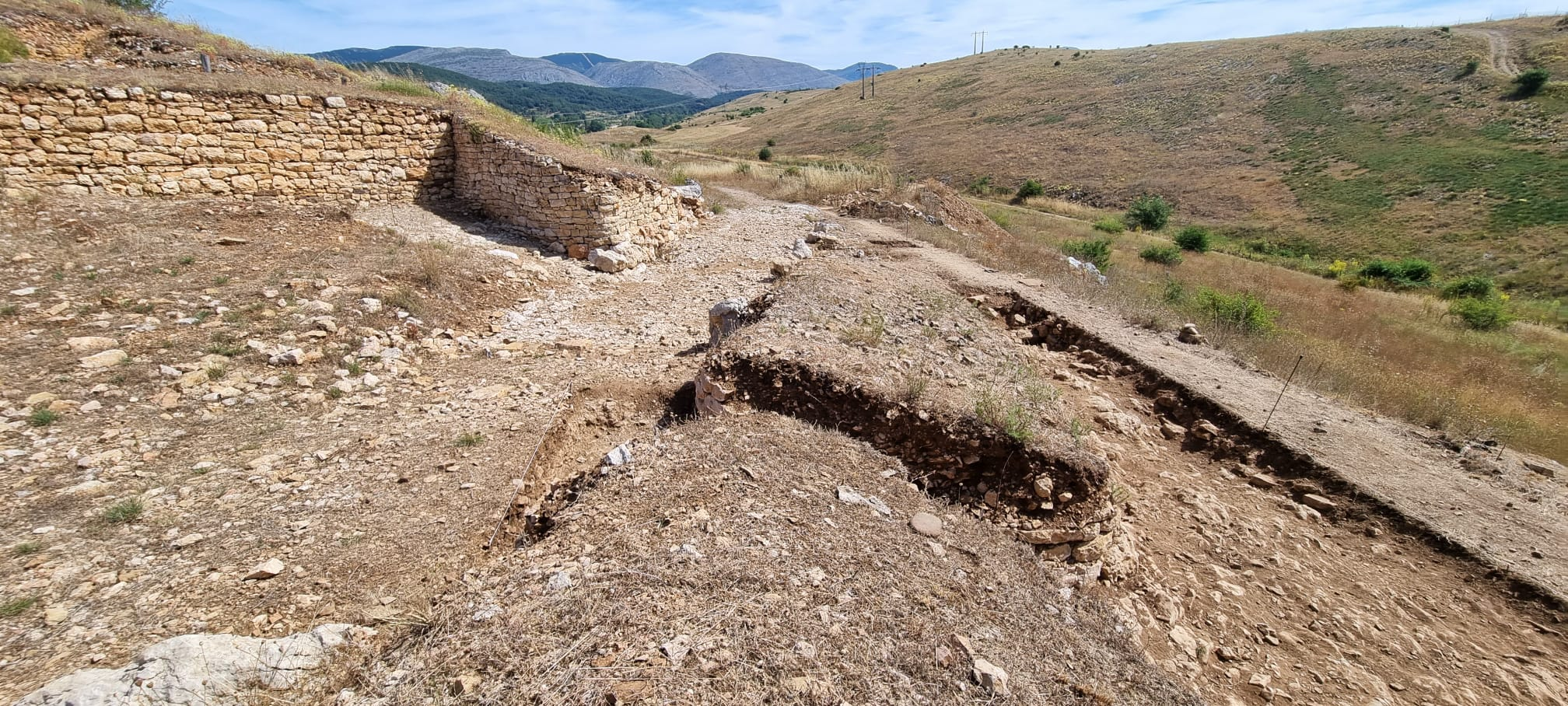
Vía de subida circundante al castro protegida por el sistema modular de murallas.

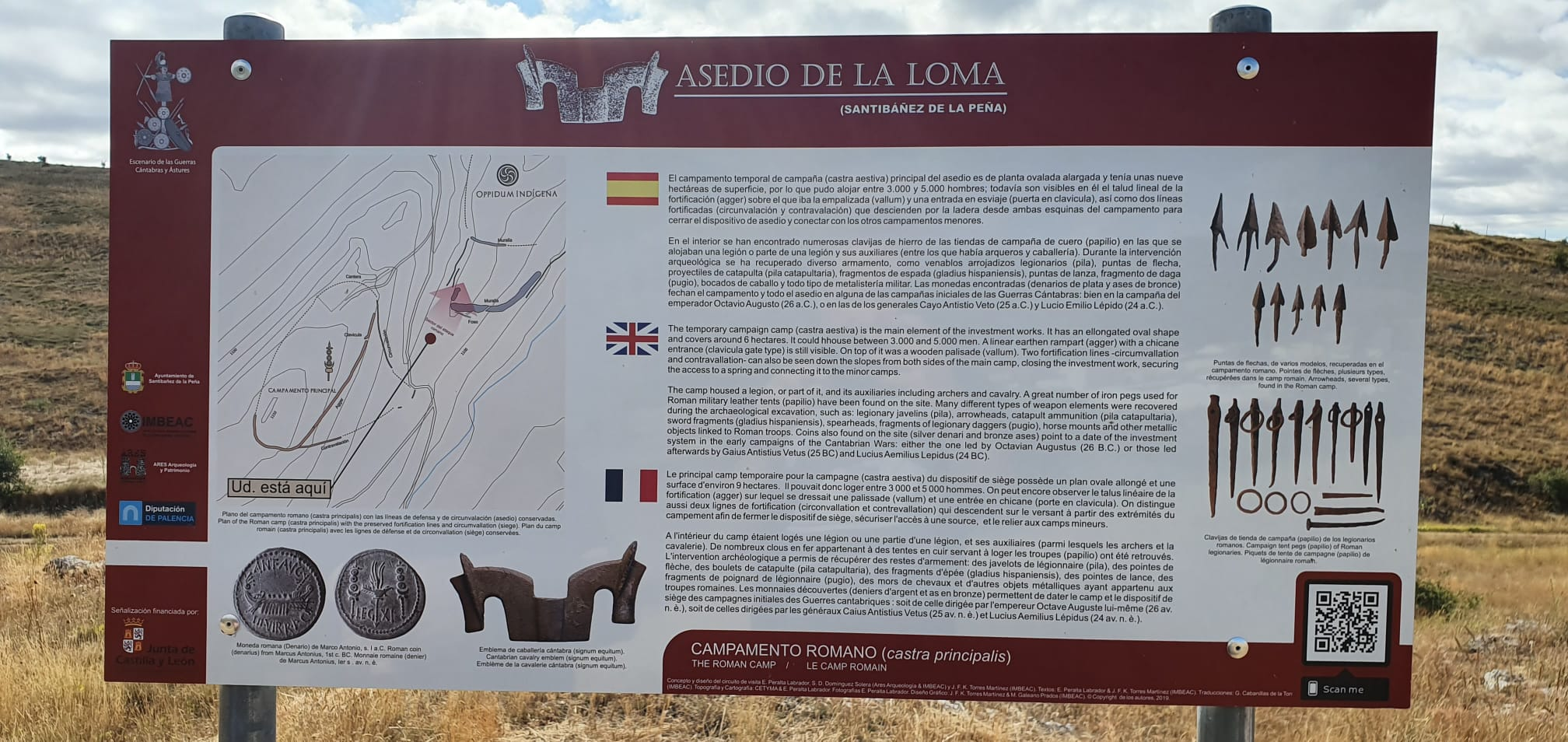
Panel explicativo con parte de la extensa colección de puntas de proyectiles encontrados durante las excavaciones.

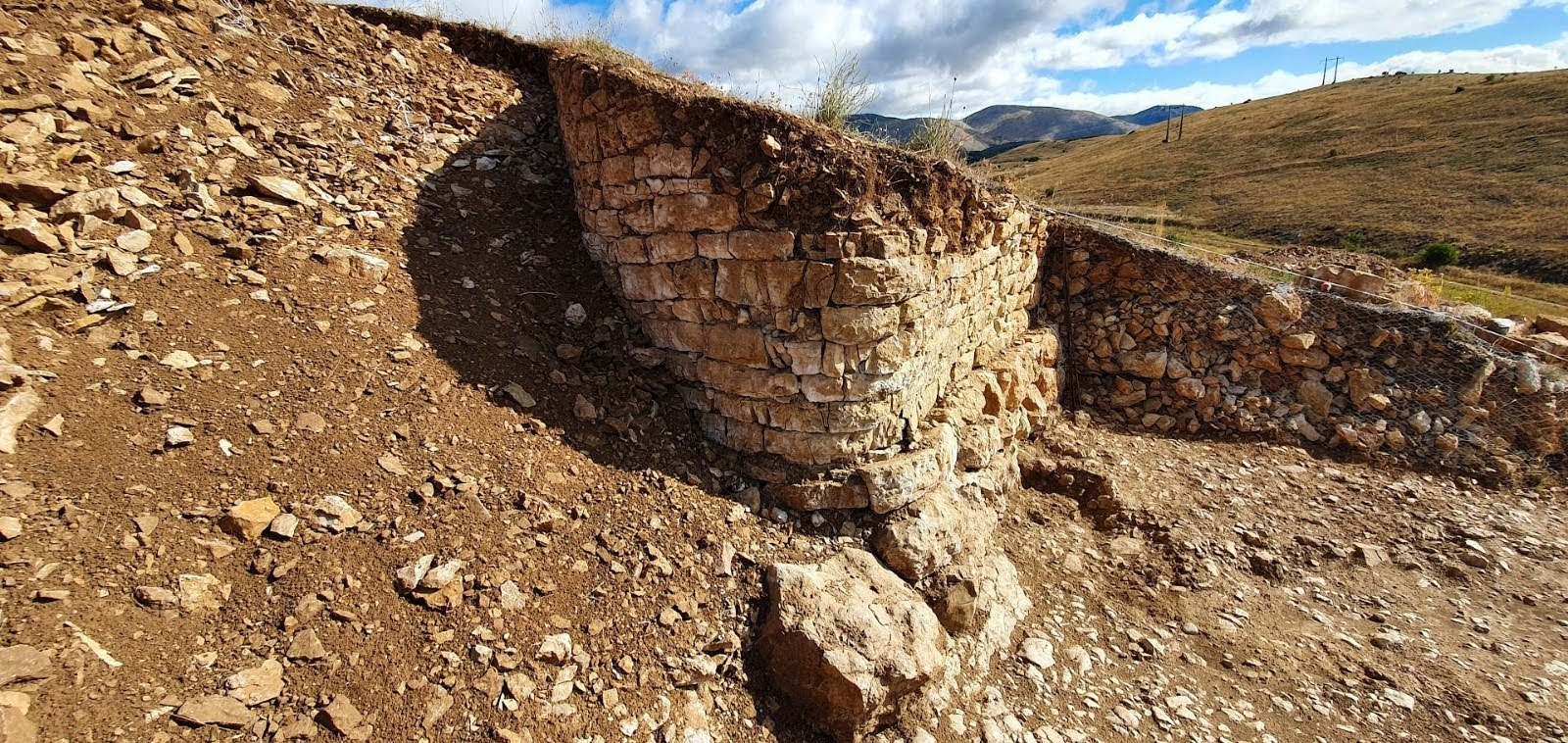
Bastión defensivo correspondiente al acceso sur del castro, descubierto en la campaña de 2020.

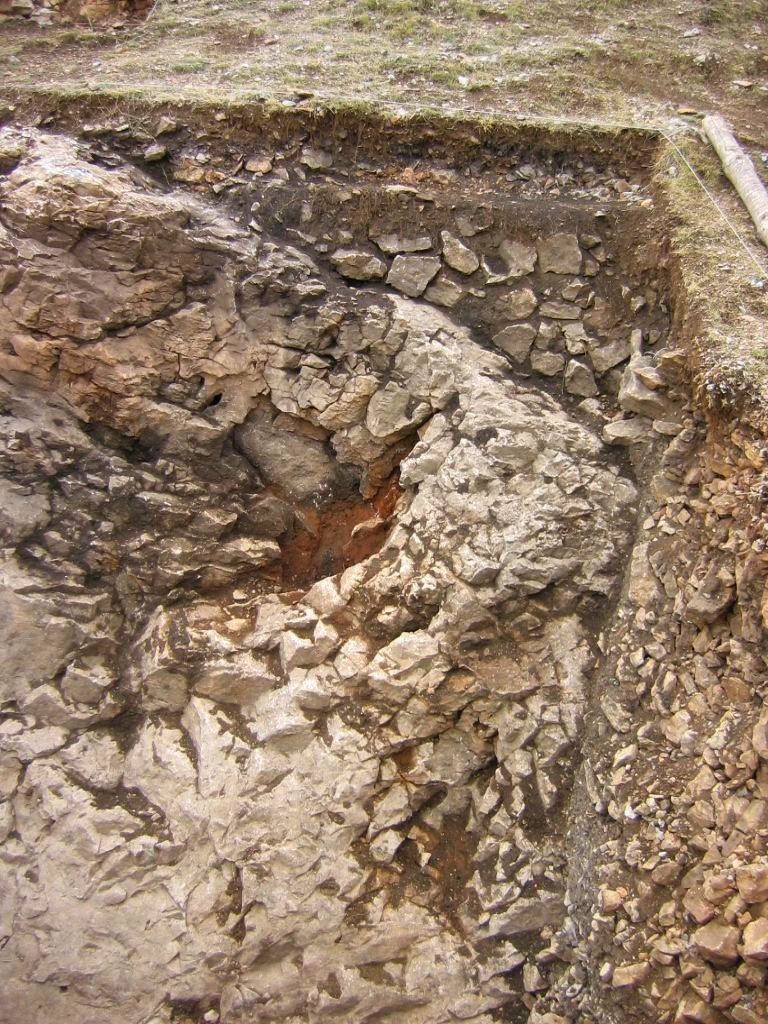
Detalle del arranque de la muralla tras el foso de seis metros excavado en la roca.

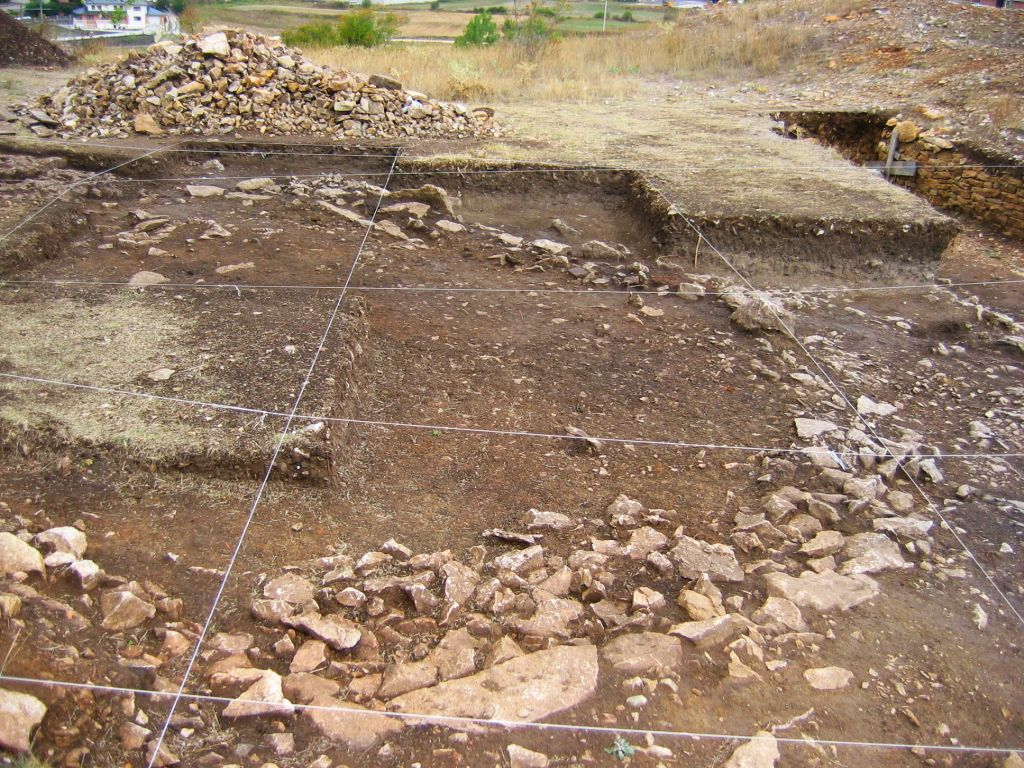
Vista interior de varios fondos de cabañas de la II Edad del Hierro tras la puerta de la muralla.

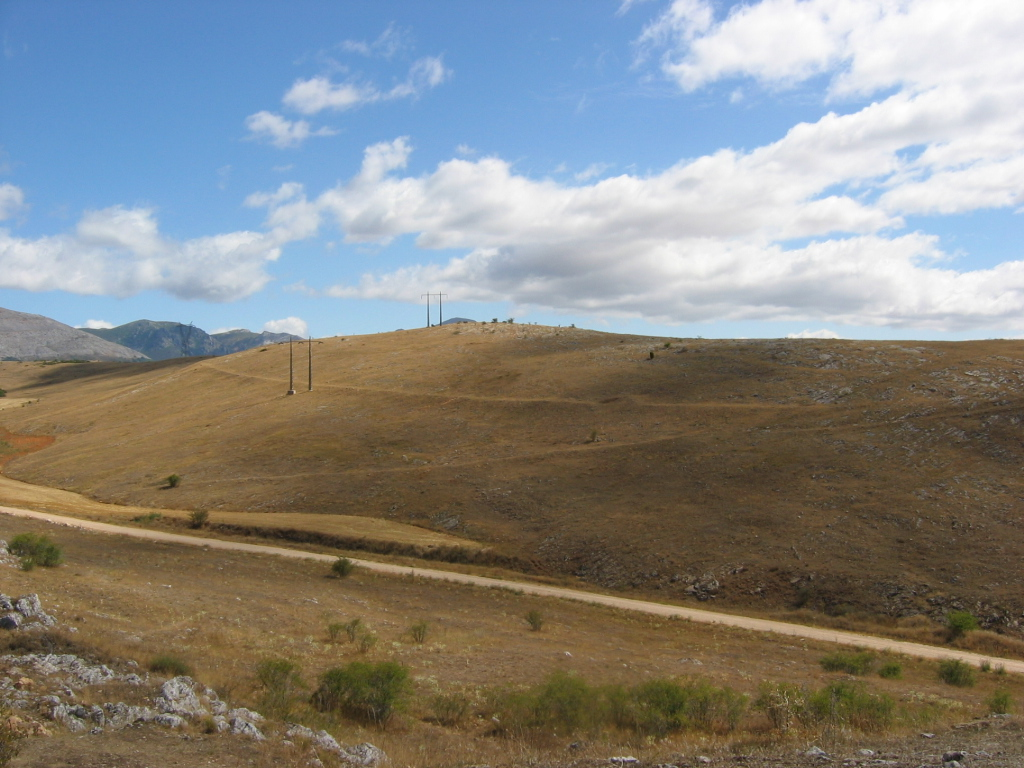
Vista de uno de los tres campamentos legionarios identificados utilizados durante el asedio. Se aprecia la típica puerta en clavícula y parte de la circunvalación que lo rodeaba.

El castro se encuentra situado en un paraje conocido como la Loma, un alto situado al sur de la localidad de Santibáñez de la Peña que domina la zona junto al río Valdavia, una localización clásica en recintos fortificados similares.
Este yacimiento se halla a unos 50 km de los castros de monte Cildá y monte Bernorio.

## Protección
A pesar de que el yacimiento está declarado como  Bien Integrante del Patrimonio Cultural, una figura de protección solo un poco menos restrictiva que la calificación de Bien de Interés Cultural (BIC) tras ser tramitado en 2006, sigue estando amenazado por una cantera situada al Sur del castro y que ya ha afectado al campamento principal romano. 
Así mismo el domingo 23 de febrero de 2025, el alcalde pedáneo de Las Heras de la Peña junto al propietario de una empresa de movimiento de tierras, roturaron con un buldócer, sin permiso, el castellum A, enfrentándose a multas de hasta 600 000 euros.
Todo ello ha propiciado que este yacimiento haya entrado en la lista roja de Patrimonio.
Tras cuatro campañas de excavaciones iniciales, el yacimiento estuvo en estado de abandono por más de una década, con las estructuras al descubierto, corriendo un grave riesgo de expolio, hasta el 2020, año en el que se retoman las excavaciones, habiéndose realizado 4 campañas más hasta 2024.

## Descubrimientos
El hallazgo del yacimiento de la Loma fue realizado en 2003 por el investigador de Reinosa Miguel A. Fraile, dentro de sus trabajos sobre las guerras cántabras. Posteriormente comenzaron las excavaciones, dirigidas por Eduardo Peralta Labrador, doctor en protohistoria y arqueología del Instituto de Estudios Prerromanos y de la Antigüedad de Cantabria.
Según estas investigaciones, el lugar estuvo habitado desde la Edad del Hierro por una importante comunidad indígena que fortificó el castro que habitaba. Se han encontrado restos de grandes murallas y sobre todo de un foso externo de grandes dimensiones (unos 4 m de profundidad) rodeando un enclave de 10 ha, lo que hace pensar que se trata de un poblado de gran importancia, que puede tratarse de la capital de los Tamáricos, la mítica Tamarica (o Kamarica) que era asociada con Velilla del Río Carrión tras el hallazgo allí de las Fuentes Tamáricas.
Subvencionadas por la Junta de Castilla y León y la Diputación de Palencia, las primeras excavaciones se llevaron a cabo en 2003, que fue cuando aparecieron las cabañas interiores y las evidencias del recinto amurallado y el foso. La muralla está formada por dos murallas superpuestas y la profundidad del foso, de unos 4 m, tallado en la roca, es descrito por el director de las excavaciones como «una obra faraónica». Los trabajos de construcción y fortificación se calcula que tuvieron que ser llevados a cabo por varios miles de personas. Asimismo, y aunque aún no se han encontrado evidencias, se cree que debía disponer de una necrópolis.
Posteriormente aparecieron en las cercanías los restos de varios campamentos romanos que rodeaban el castro, con sus correspondientes fortificaciones, donde se han encontrado sesenta puntas de flecha, proyectiles de catapulta, puntas de pilum, monedas de la época de Augusto e incluso clavijas de tiendas de campaña.  Al oeste se encontró un pequeño castellum de forma ovalada y un sistema de trincheras que salían del recinto defensivo, descendiendo hacia el río para rodear el castro.
Además de restos humanos, de incendios y de la destrucción provocada por los romanos en su conquista, se han encontrado cerámica celtibérica, múltiples objetos personales, cuchillos con mango de cuerno de ciervo, pendientes, agujas para el pelo, anillos y hoces. Los restos fueron trasladados en un primer momento a Santander para su estudio y posteriormente al Museo Arqueológico de Palencia.
Pero lo que más ha llamado la atención de este yacimiento ha sido la gran cantidad de puntas de flecha (más de 600) encontradas en la Loma. Según declaró su director en 2007 es «la colección más importante del mundo romano, seguida por alguna colección de Siria, con un número de proyectiles muy inferior», lo que da una idea del asedio al que fue sometido el castro.

## Historia

### Historia de la Loma
La zona norte de la provincia de Palencia pertenecía a la Cantabria clásica; en ella se encuentran importantes vestigios como el castro del monte Cildá y el castro del monte Bernorio. El asedio de la Loma está enmarcado dentro del bellum cantabricum, las campañas llevadas a cabo por el Imperio romano para el sometimiento de los cántabros y los astures, últimos reductos de resistencia en Hispania contra la invasión romana, que se prolongó entre los años 29 a. C. y 19 a. C. y en la que participó el emperador Augusto.
Según las investigaciones, este paraje estuvo habitado desde la Edad del Hierro. Por su situación, pertenecía a la tribu de los camáricos, siendo muy posible que, dadas las dimensiones del poblado, fuera ésta su capital, Camarica. El sistema defensivo del castro estaba compuesto por dos murallas superpuestas de considerable altura y un foso externo de unos 4 m de profundidad tallado en la roca de la montaña.

### Asedio y destrucción
Estas circunstancias hicieron que los romanos adoptaran para el asedio la táctica de rodear el castro con campamentos. Instalaron un campamento legionario principal, de unas 5 ha, en una colina al sur del castro, con su correspondiente agger y empalizada, alineado con otros campamentos menores que rodearon y aislaron el oppidum.
Para el asalto, las legiones llevaron a cabo ataques a distancia con flechas y catapultas. Se han encontrado proyectiles incendiarios de catapulta y flechas incendiarias. Posteriormente, vencida la resistencia a base principalmente de piedras y lanzas de los moradores, se produjo la entrada en el enclave, el incendio y su subsiguiente destrucción a tenor de las pruebas encontradas. Por las dimensiones de los campamentos, se calcula que el asedio pudo ser llevado a cabo por unos 5000 legionarios.
Tras la destrucción del castro, no hay pruebas de que los romanos siguieran utilizando el lugar.
Dado que es un yacimiento de reciente descubrimiento, todavía no ha sido identificado por ningún historiador con alguna de las ciudades importantes de los cántabros descritas por los clásicos y, al contrario de lo que ocurre con Vellica, Bergida, Julióbriga o Aracillum, no existe constancia del asedio de Tamarica, por lo que no se descarta la identificación del castro de la Loma con alguna de estas ciudades.

## Galería de imágenes

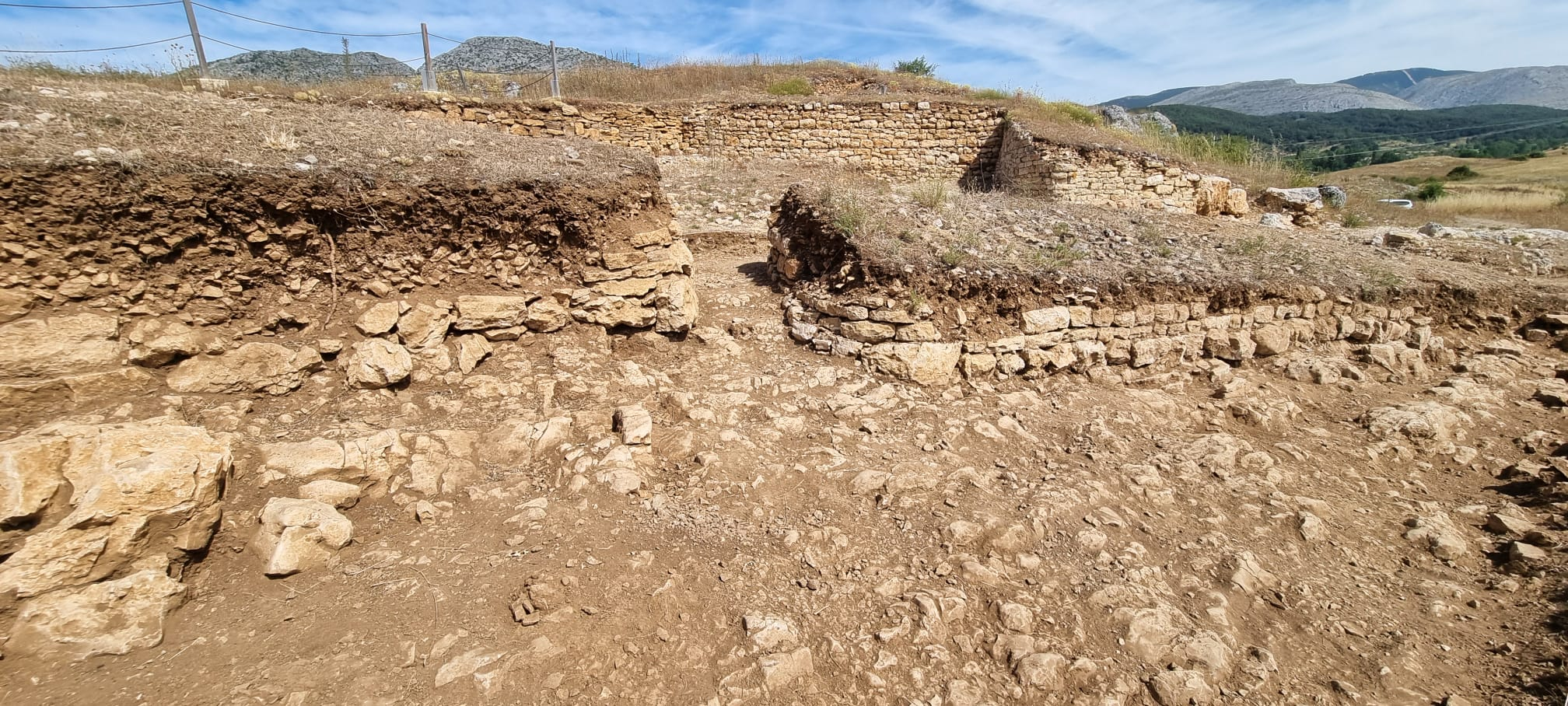
Vista del sistema de módulo excavado en el año 2024.
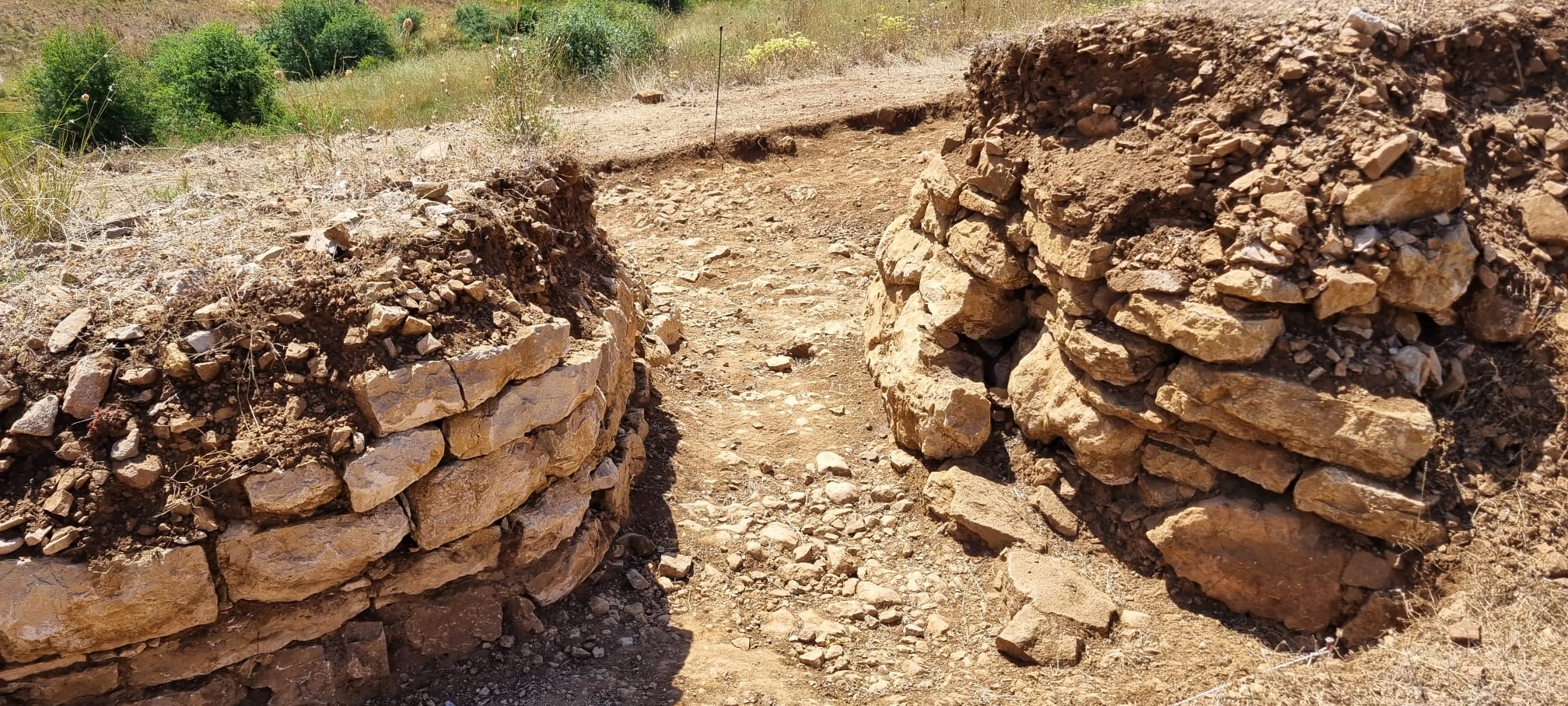
Detalle del sistema de módulo excavado en el año 2024.
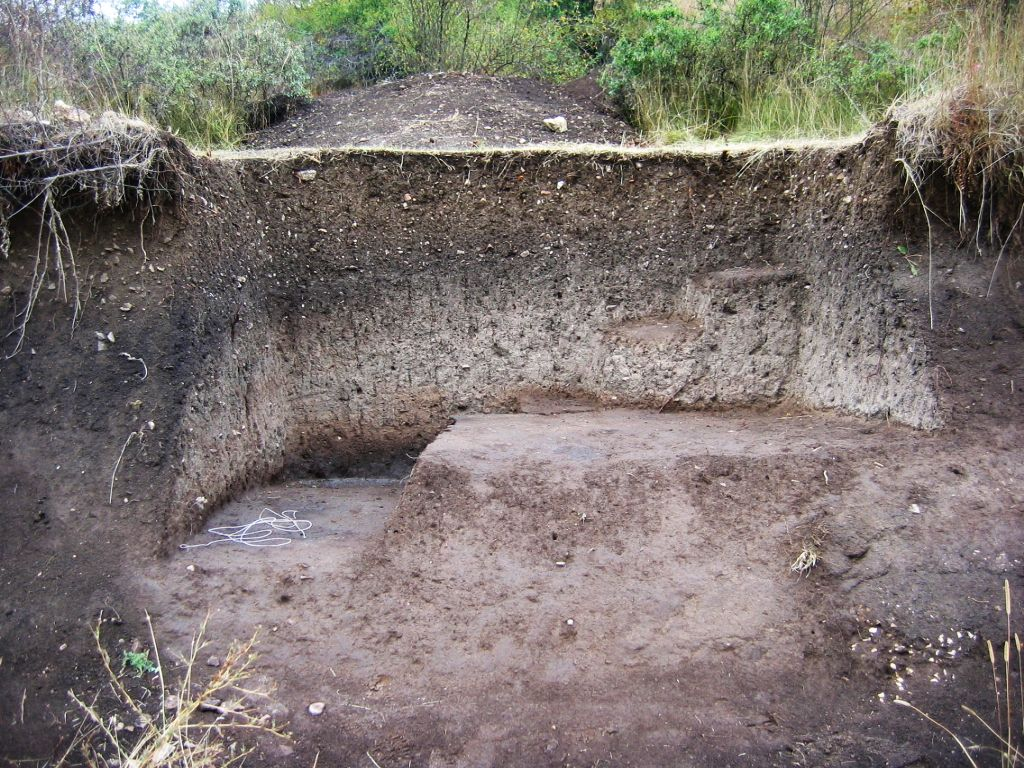
Detalle del «basurero» donde se encontraron restos de cachas de navaja, fichas de juegos y cerámica usada por los habitantes del castro.
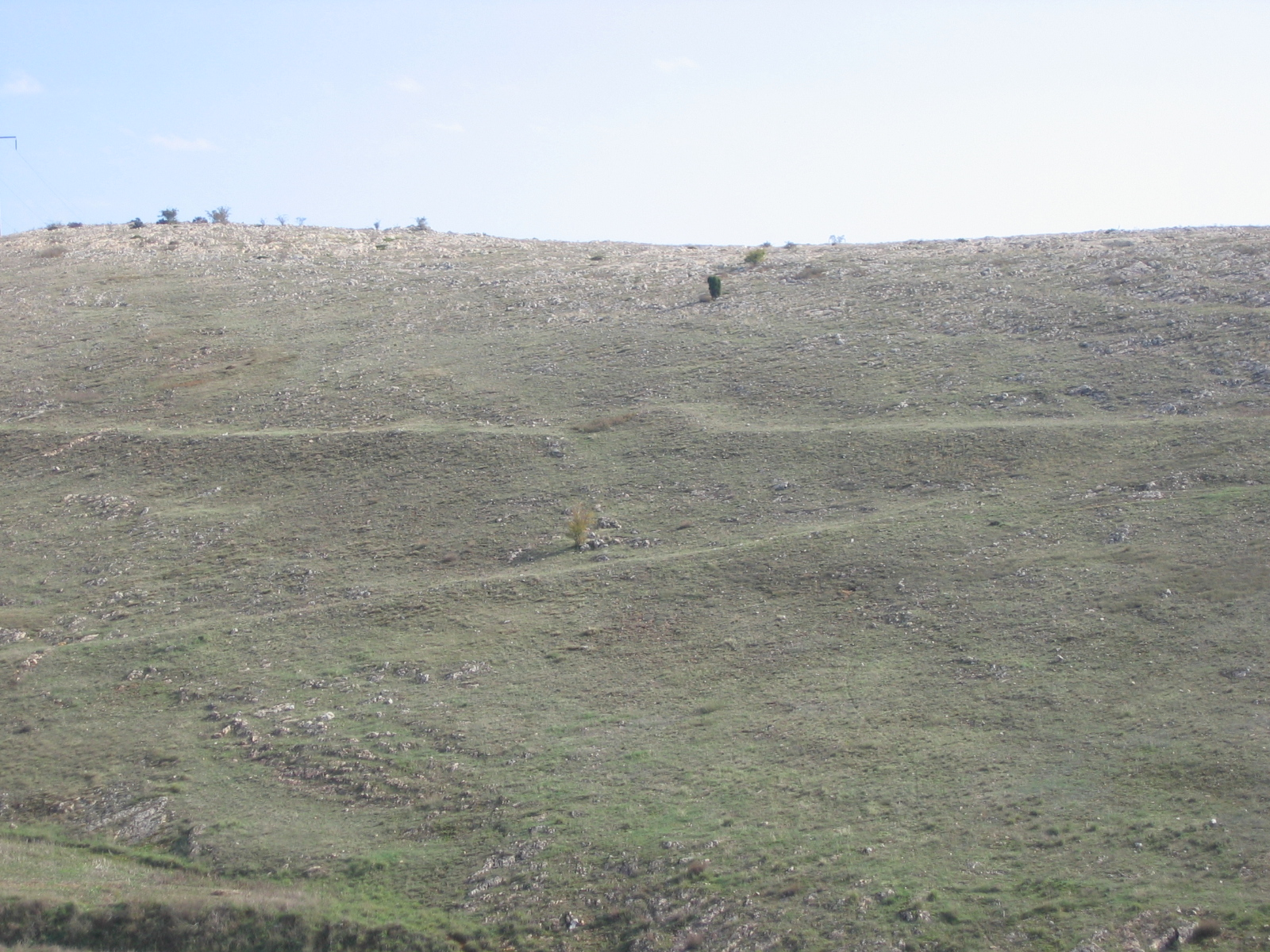
Vista de uno de los campamentos legionarios de los tres identificados durante el asedio que sufrió el castro. Detalle de puerta en clavícula y parte de la circunvalación que lo rodeaba.
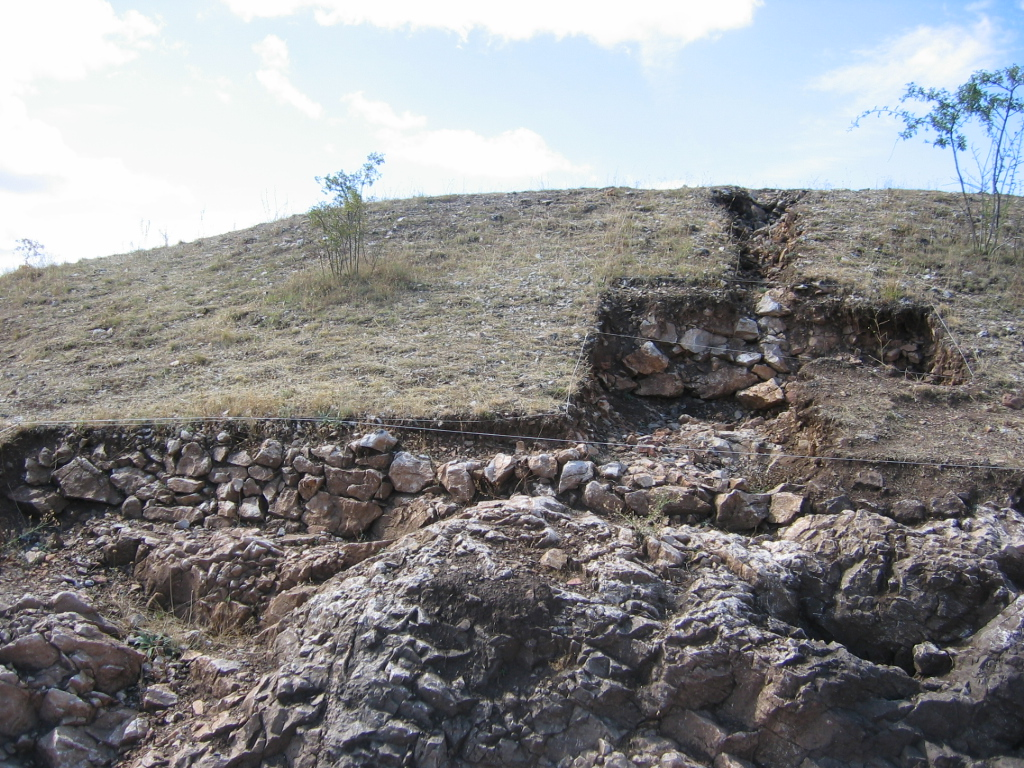
Cata frontal en la muralla exterior delante del foso.
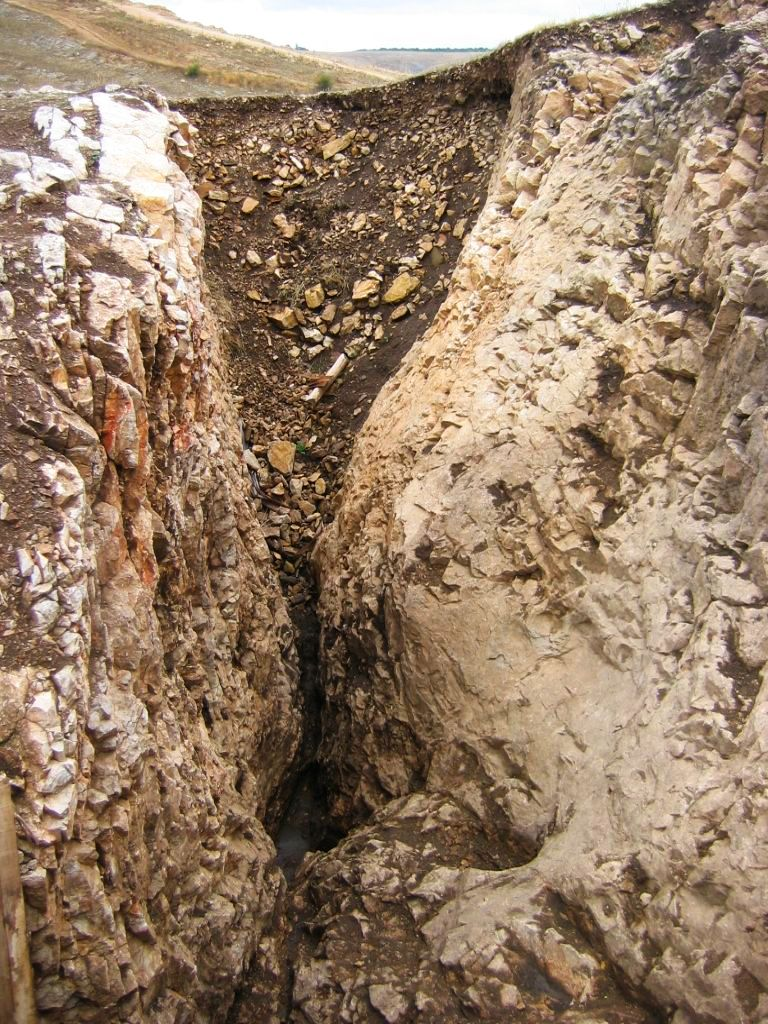
Vista desde el norte del foso de seis metros de profundidad excavado en la roca que protegía la parte este del castro.
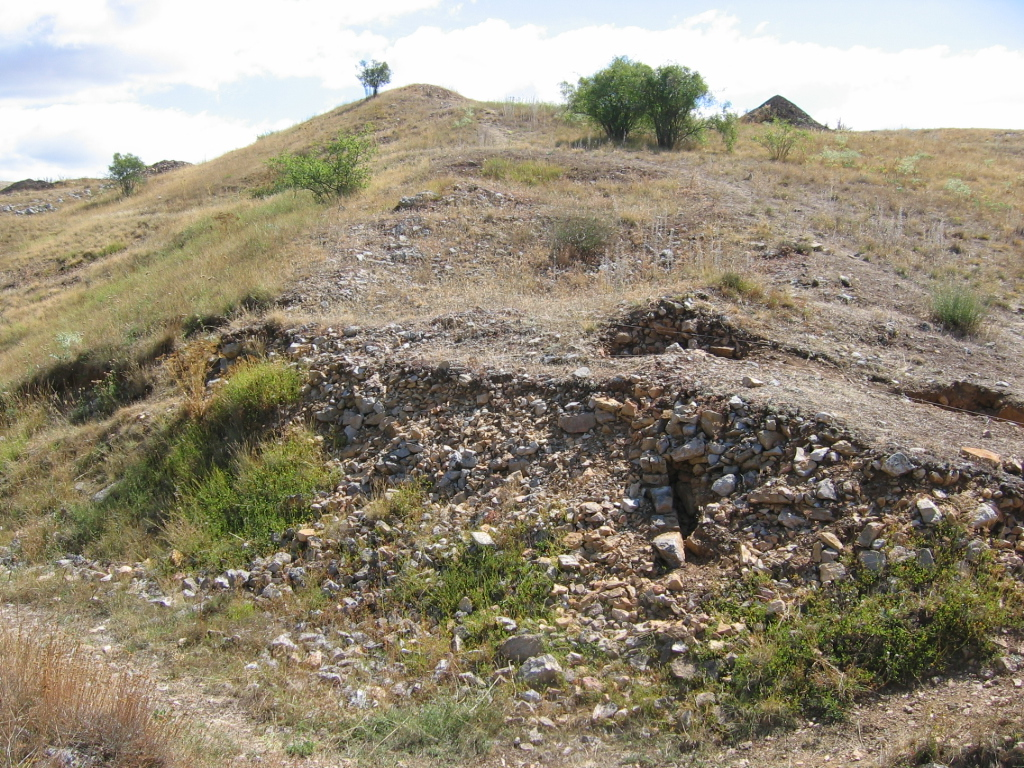
La muralla de la parte inferior del castro, donde se encontró una gran cantidad de puntas de flecha y de proyectiles metálicos pesados, de donde se deduce que esta fue la zona por donde se acometió el ataque más virulento a la muralla. Las hiladas detrás del derrumbe que están ordenadas, son las que delimitan el grosor de la muralla, alcanzando esta en torno a los 5 m de ancho.
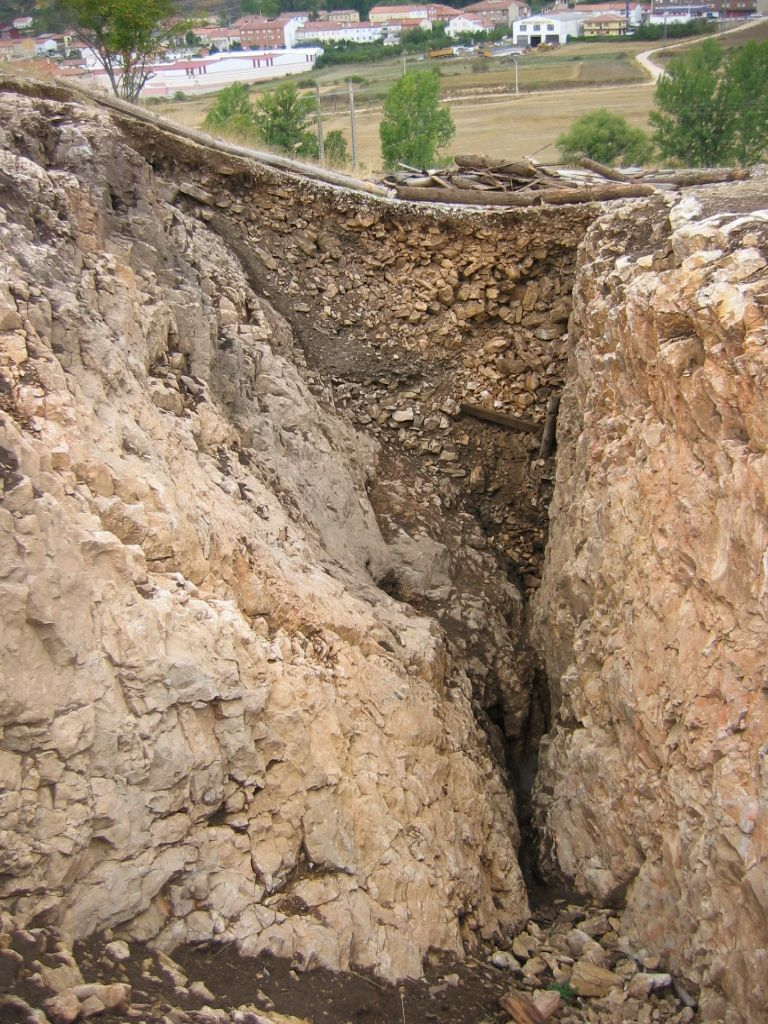
Vista desde el sur del foso de 6 m de profundidad excavado en la roca que protegía la parte este del castro.
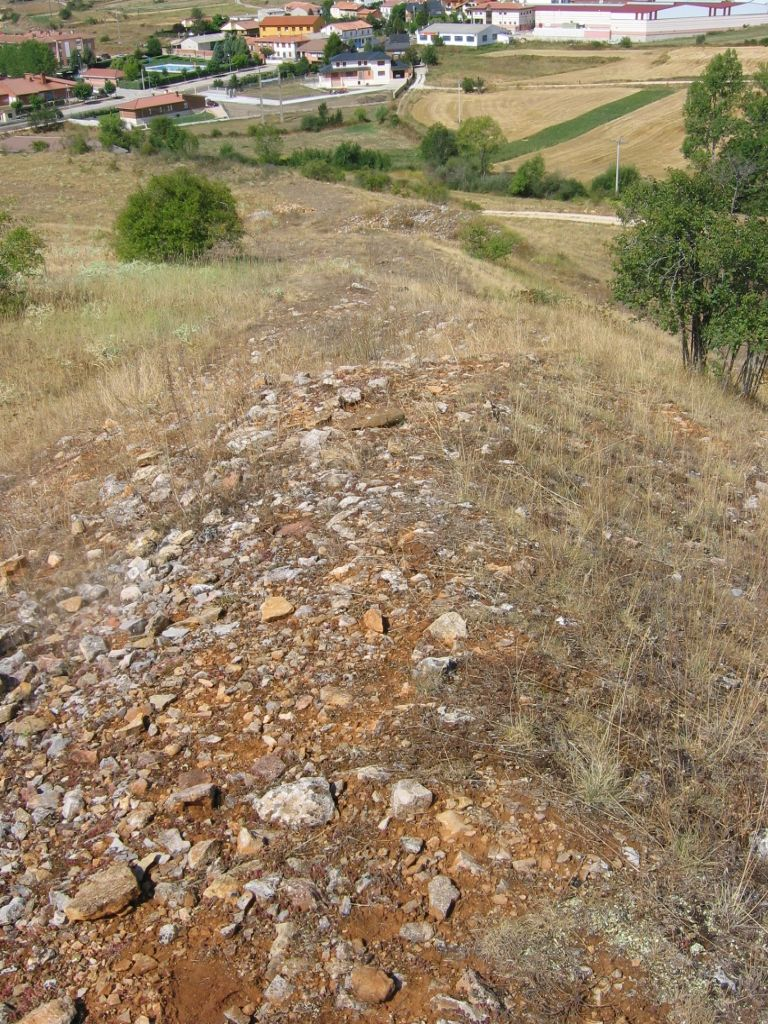
Vista de la muralla desde la parte superior de la misma a la altura de la puerta tapiada ante el asedio romano durante las guerras cántabras. Al fondo se ve el barrio de la Estación de Santibáñez de la Peña, donde se supone estaría ubicado uno de los campamentos legionarios durante el asedio.
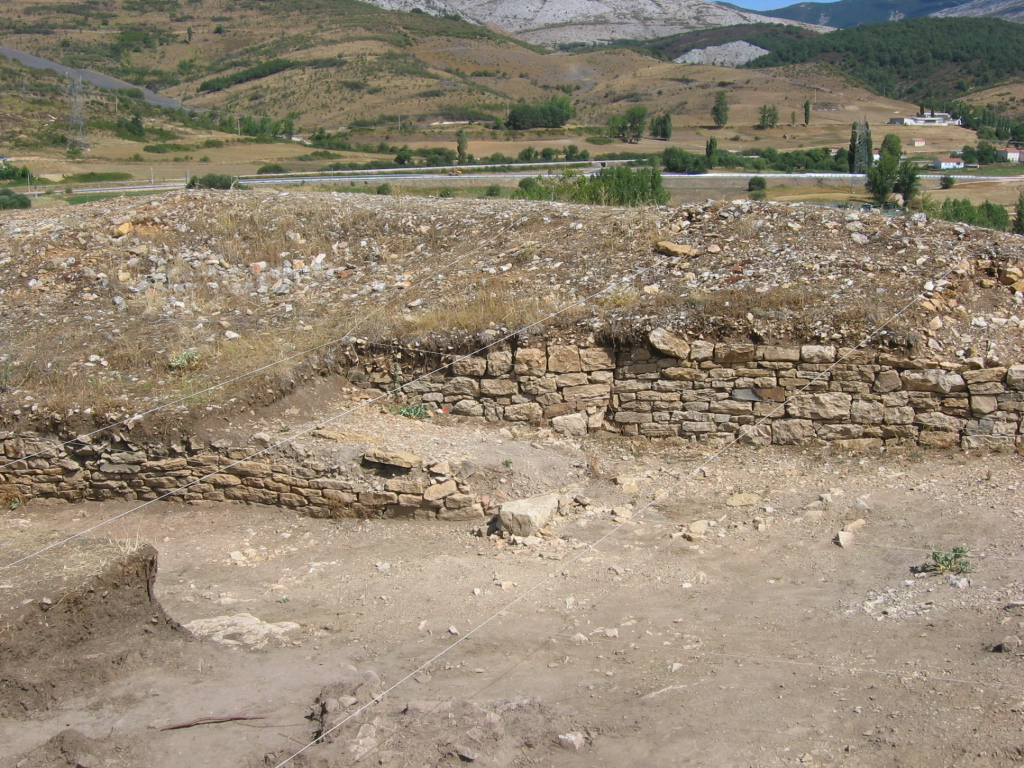
Detalle de la puerta interior del castro cántabro de La Loma. Se puede observar en la falta de continuidad de las hileras, como la puerta ha sido tapiada, ante el asedio sufrido por las legiones romanas en las guerras cántabras.
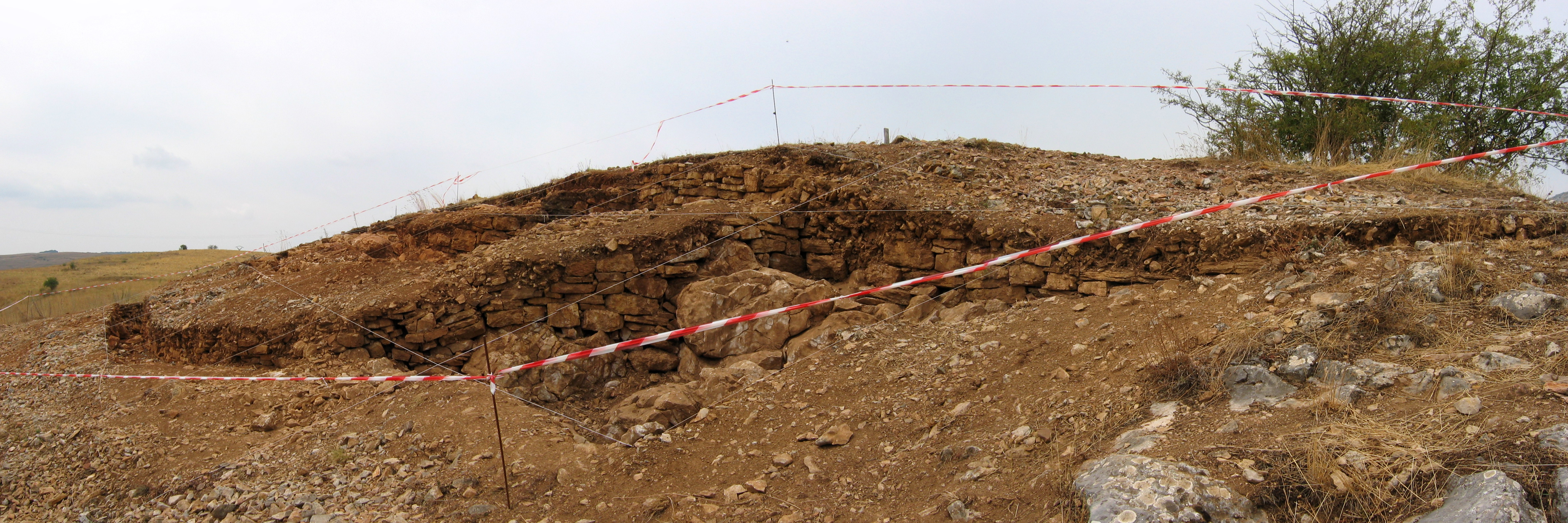
Vista del bastión excavado en la campaña del 2007 por el equipo de Eduardo Peralta Labrador.
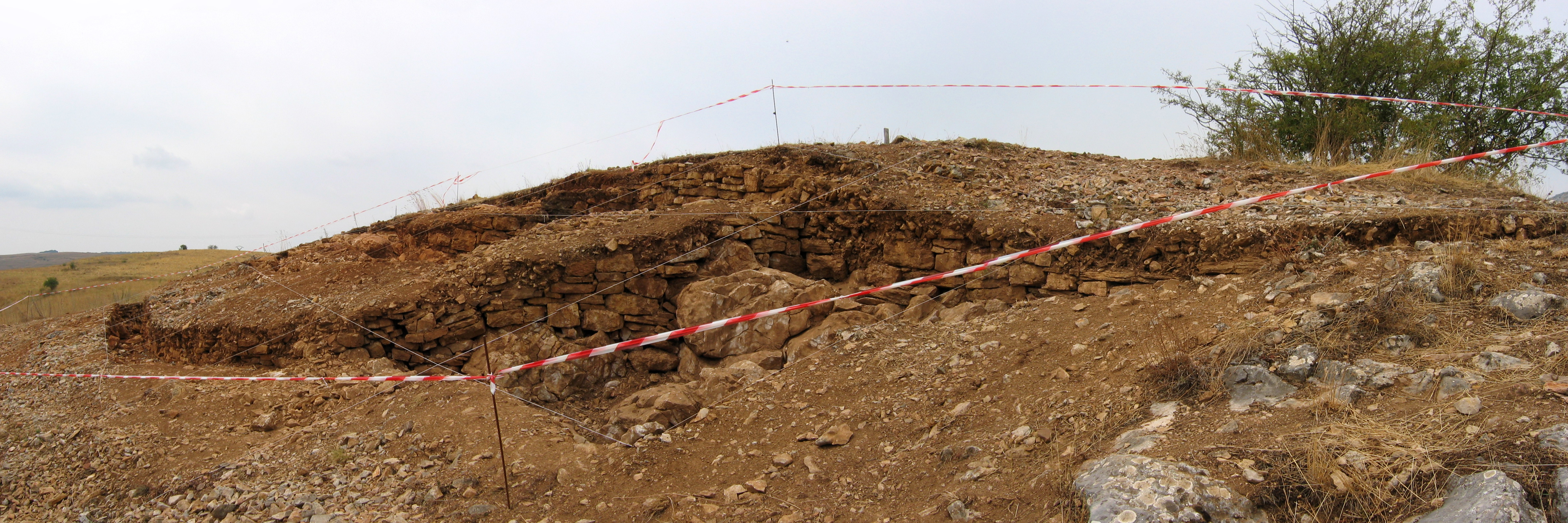
Vista del bastión excavado en la campaña del 2007 por el equipo de Eduardo Peralta Labrador.
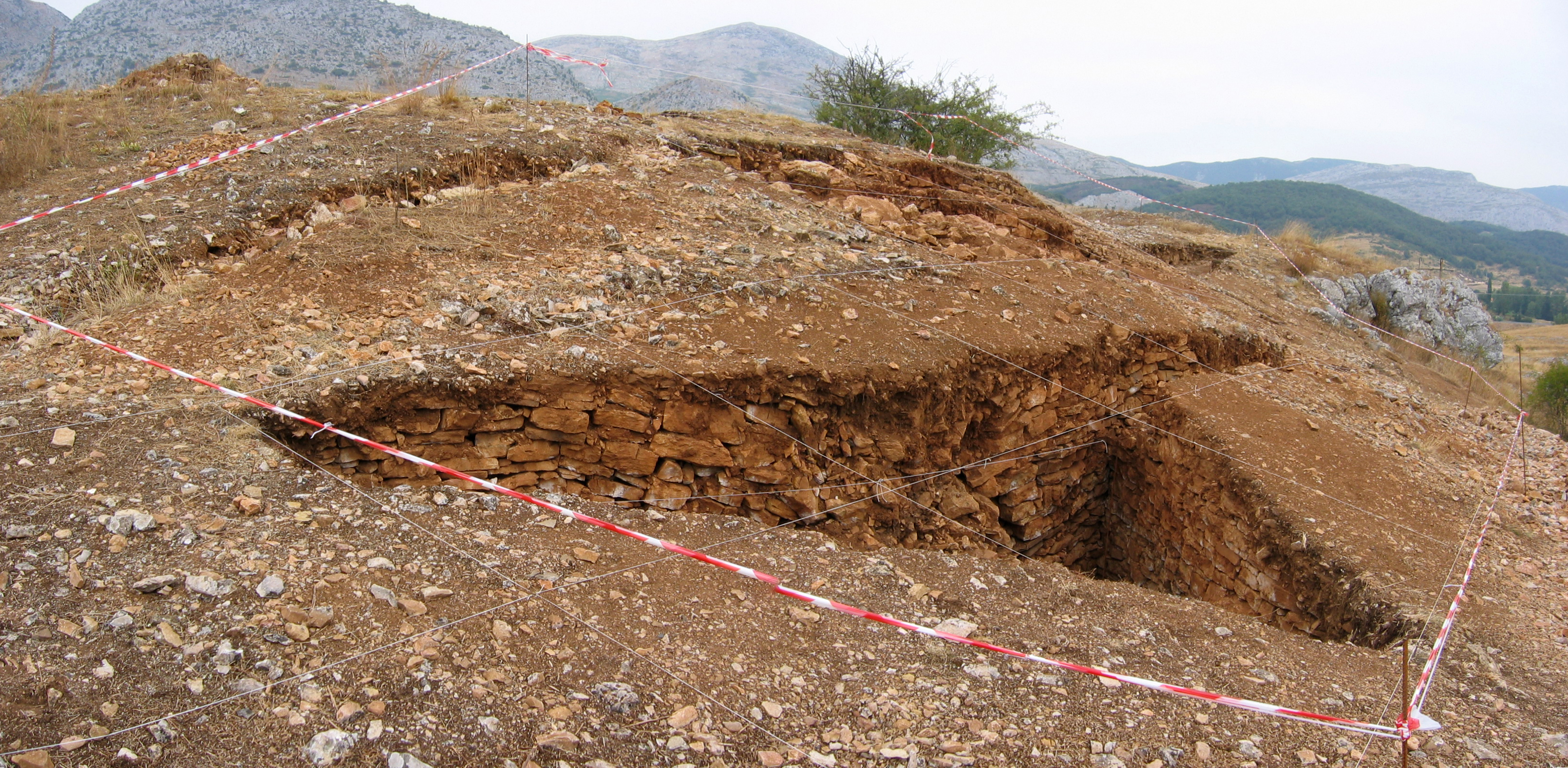
Vista del bastión excavado en la campaña del 2007 por el equipo de Eduardo Peralta Labrador.
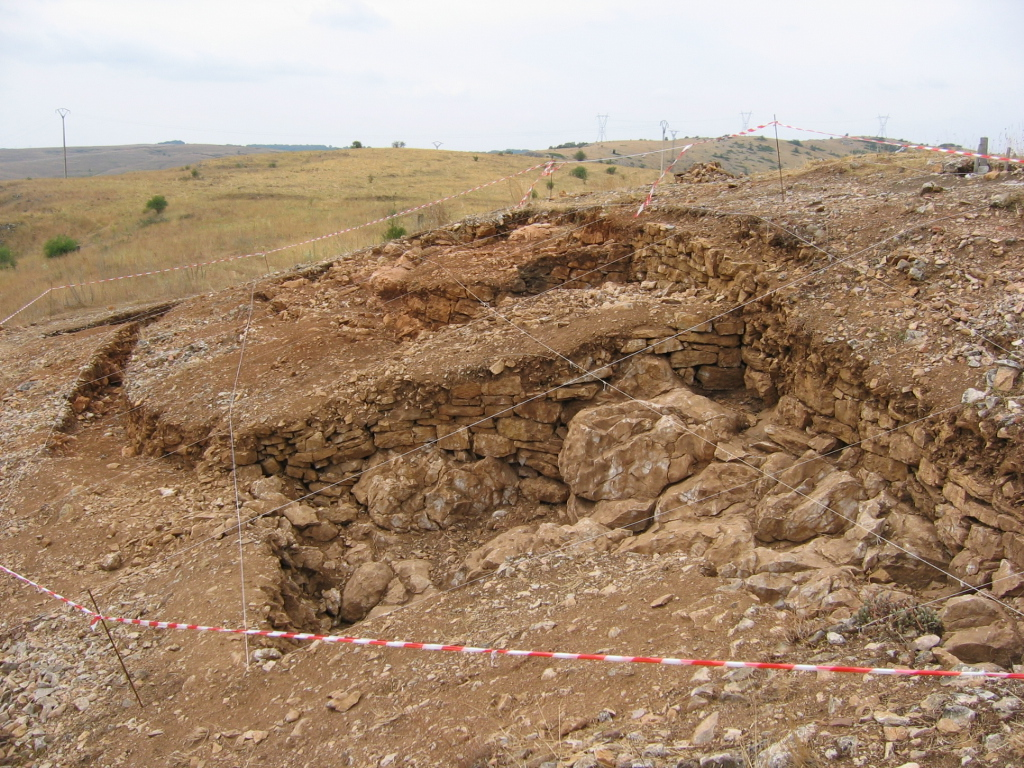
Vista del bastión excavado en la campaña del 2007 por el equipo de Eduardo Peralta Labrador.
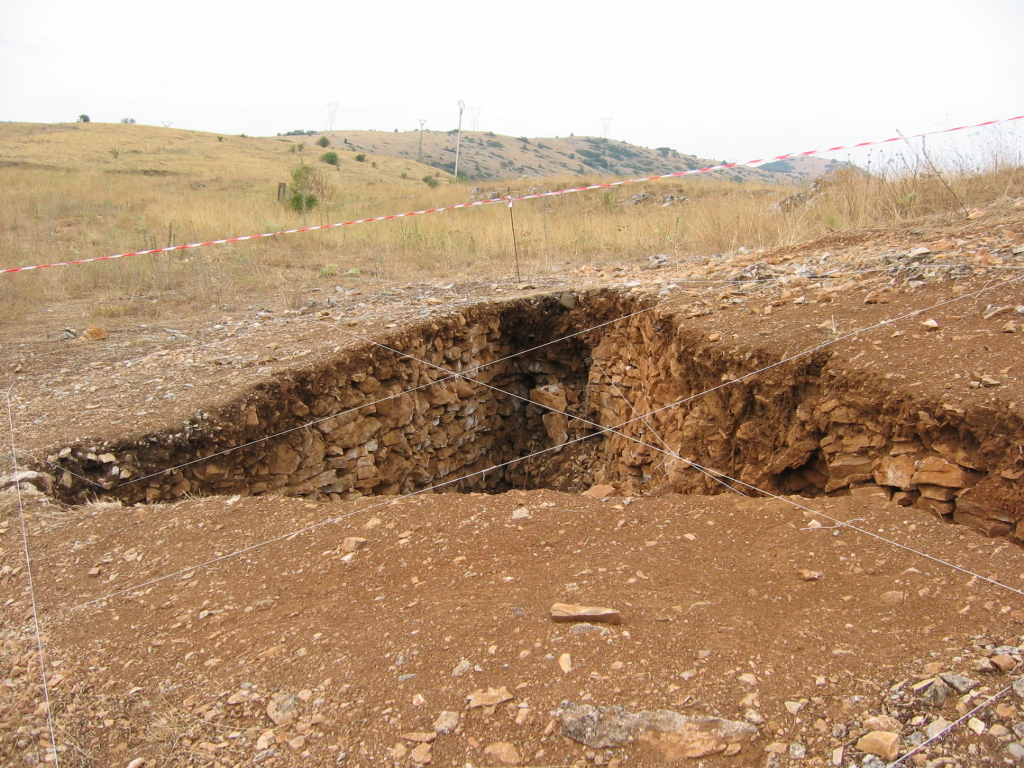
Vista del bastión excavado en la campaña del 2007 por el equipo de Eduardo Peralta Labrador.
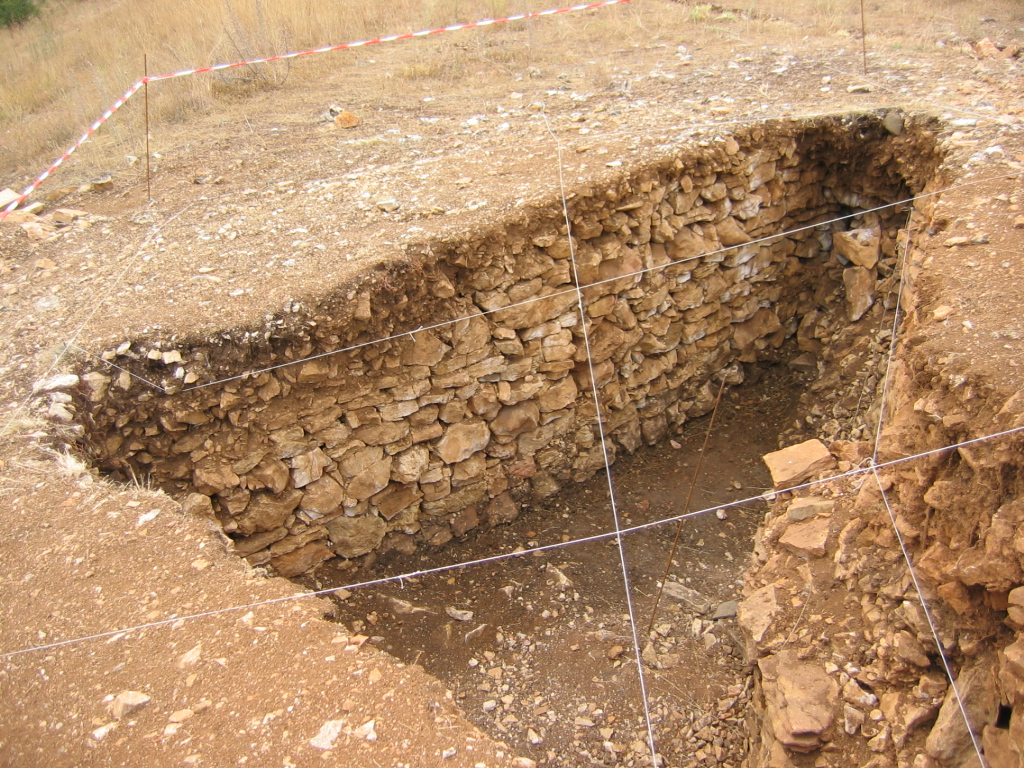
Vista del foso interno del bastión.
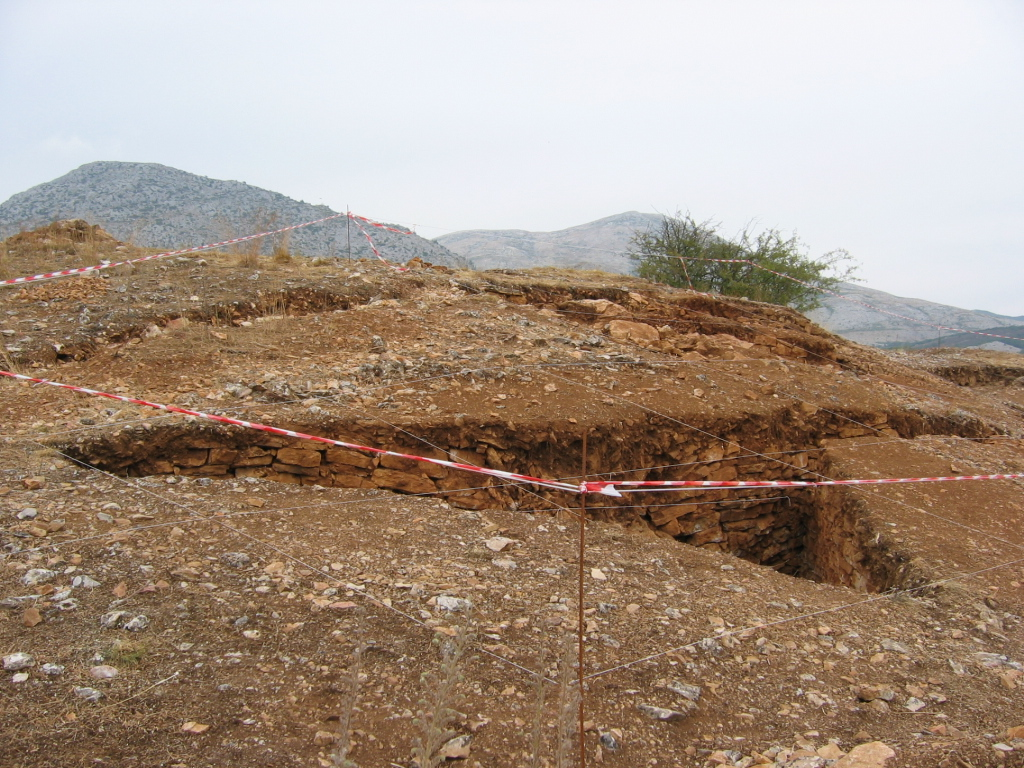
Vista del foso interno del bastión.
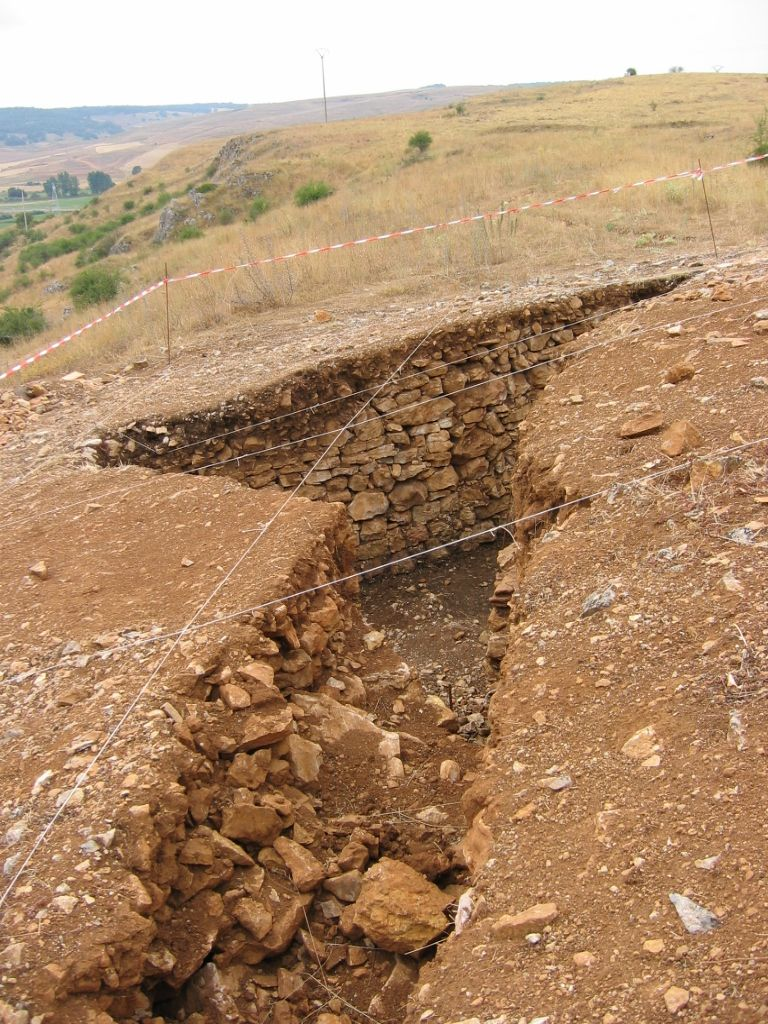
Vista del foso interno del bastión.
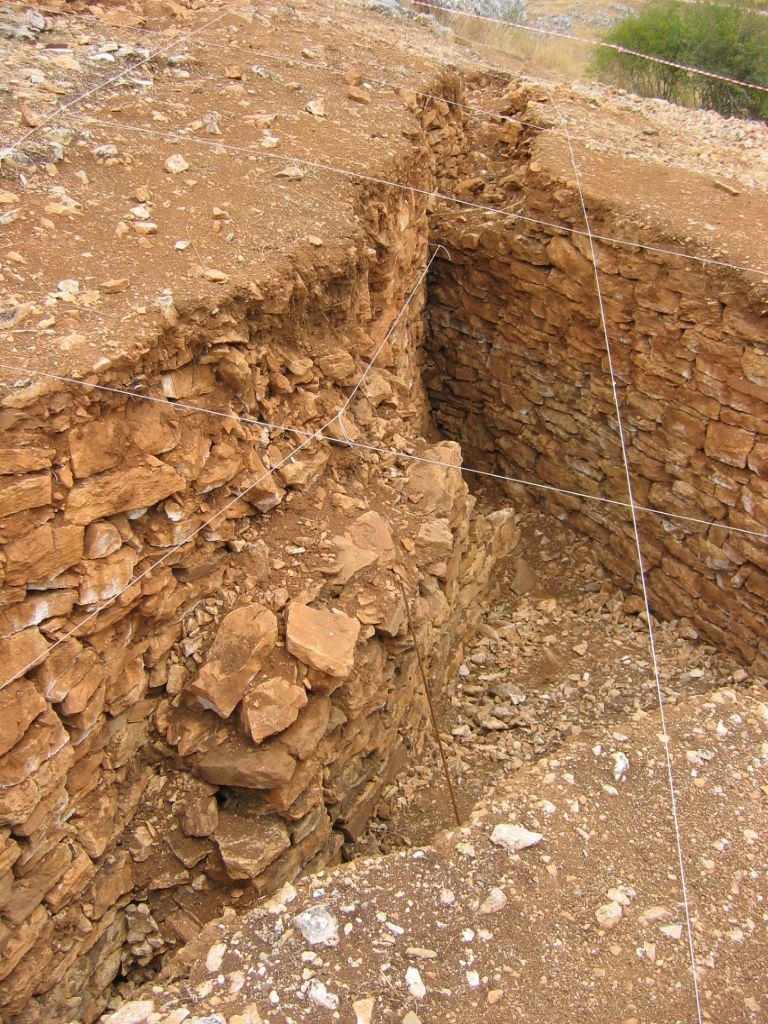
Vista del foso interno del bastión.
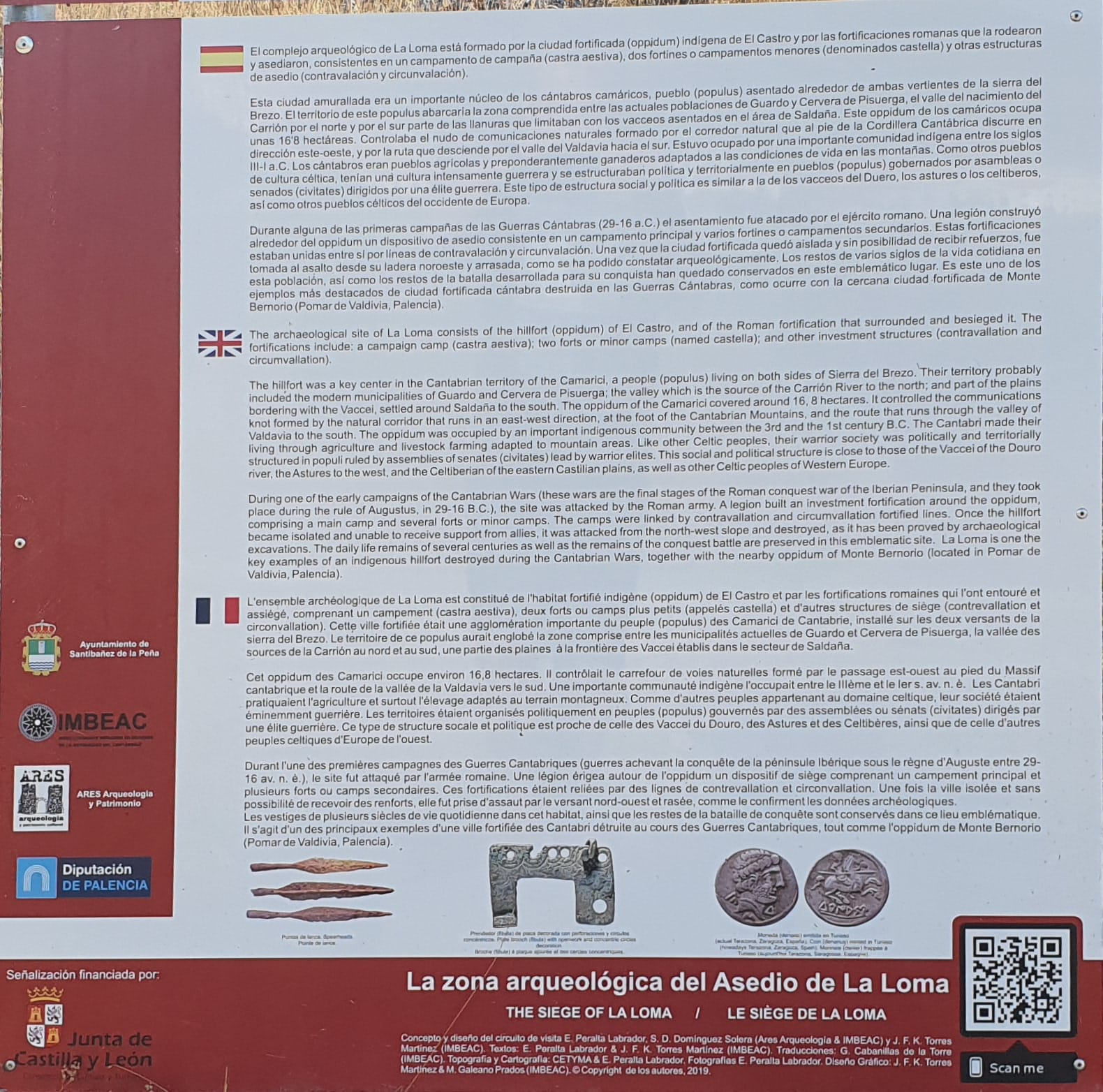
Detalle explicativo del asedio.